# برن‌آپ
در فناوری انرژی هسته‌ای، برن‌آپ (به انگلیسی: Burnup) (همچنین به عنوان بهره‌برداری سوخت شناخته می‌شود) معیاری برای میزان انرژی استخراج شده از یک منبع اولیه سوخت هسته‌ای است. این معیار به عنوان کسری از اتم‌های سوختی است که تحت٪ FIMA (شکافت‌ها در هر اتم فلز اولیه) یا٪ FIFA (شکافت‌ها در هر اتم شکافت‌پذیر اولیه) قرار گرفته و همچنین انرژی واقعی آزاد شده در هر جرم سوخت اولیه در واحد گیگاوات-روز/تن فلز سنگین (GWd/tHM) یا واحدهای مشابه است.